# Apoula Edel
Pour les articles homonymes, voir Edel.
Apoula Edima Bete Edel (en arménien Ապոուլա Էդիմա Էդել Բետ), dit Edel, né le 17 juin 1986 à Yaoundé, Cameroun, est un footballeur international arménien qui évolue au poste de gardien de but au FC Mantes.

## Biographie

### Débuts au Cameroun
Cet admirateur de Pierre Ebede a joué pendant quatre saisons au Puissance Avenir, petit club amateur de son quartier dans la banlieue de Yaoundé jusqu'à ses 14 ans, tout en travaillant comme apprenti-pâtissier. Puis il intègre le temps d'une saison le FC PWD Kumba, club de deuxième division camerounaise, à 200 km de chez lui.

### Départ en Europe de l'Est
Il rencontre un agent français qui lui propose un contrat dans le club arménien de Pyunik Erevan. En Arménie, il déchante et le climat est difficile à supporter. Il remporte tout de même quatre titres de champion d'Arménie en 2002, 2003, 2004 et 2005.
En 2005, il effectue des essais avec les équipes réserve du PSG, Marseille, le FC Istres, Bordeaux et Benfica, sans toutefois parvenir à décrocher un transfert.
En janvier 2006, Edel quitte l’Arménie, accompagné par son ancien entraîneur, et s'engage pour le FC Rapid Bucarest. Pour sa première saison, il ne peut être aligné, la fédération arménienne n'ayant pas fait parvenir sa lettre de sortie. Durant l’été 2006, il est prêté quelques mois à La Gantoise, en Belgique puis revient en Roumanie en septembre, après que son transfert depuis le club arménien a été enfin régularisé. Il effectue neuf matchs lors de cette deuxième saison au Rapid, au cours de laquelle il joue contre le PSG en Coupe UEFA, le 19 octobre 2006. Christian Mas, entraîneur des gardiens du Paris Saint-Germain, reprend contact avec lui. Il va alors faire un nouvel essai à Paris à l'été 2007. Il se fait remarquer par Paul Le Guen et s'engage pour deux saisons dans le club parisien.

### Révélation au grand public au PSG
Il est le troisième gardien de la formation parisienne lors de la saison 2007-2008.
Le 16 novembre 2007, il joue son premier match avec le PSG en amical face à la Guinée, non pas en tant que gardien de but mais en tant qu'attaquant à la suite d'une blessure de Loris Arnaud. Lors de sa première saison, il est troisième gardien derrière Mickaël Landreau et Jérôme Alonzo. Il joue vingt-neuf matchs en équipe réserve et devient deuxième gardien la saison suivante après le départ de Jérôme Alonzo. Il joue son premier match avec le PSG lors du match de coupe de la Ligue, Paris SG - AS Nancy le 12 novembre 2008. Le 28 novembre 2009, lors du match PSG - Auxerre, il remplace Grégory Coupet, gravement blessé à la cheville gauche. L'absence de l'ancien gardien de l'équipe de France s'annonce longue et Antoine Kombouaré déclare : « J'ai confiance en Edel. Vous savez, j'ai insisté pour qu'il reste cet été quand il était sollicité et qu'il voulait partir. À lui de jouer sa carte. » Durant l'absence de Coupet, Edel réalise une saison assez mitigée commettant quelques erreurs notamment contre l'Olympique de Marseille (défaite 3-0). Mais malgré le retour de Coupet en avril, il est quand même titularisé en finale de la Coupe de France le 1er mai contre l'AS Monaco et réalise un bon match (victoire 1-0).
Lors de la saison 2010-2011, Edel s'impose comme le gardien numéro 1 du PSG à la suite des mauvaises performances et du découragement de Grégory Coupet lors des premières journées. Ses bonnes performances en championnat et en ligue Europa, en début de saison, semblent donner raison à son entraîneur. Cependant cela ne dure pas et Grégory Coupet finit par retrouver sa place de titulaire face à Lyon, le 17 avril 2011.
En fin de contrat avec le PSG, il quitte le club de la capitale à l'issue de la saison 2010-2011, les dirigeants du club n'ayant pas voulu renouveler son contrat.

### Entre Israël et Inde
Il rebondit finalement en Israël à l'Hapoël Tel-Aviv à l'été 2011, en remplacement de Vincent Enyeama. Malgré des performances honnêtes, le joueur peine à convaincre, en raison de sa réputation parisienne qui a traversé les frontières et de son style jugé moins efficace que celui de son prédécesseur. Finalement, le joueur joue le titre chaque année et en 2012 remporte la Coupe d'Israël.
Fin août 2014, il fait partie des joueurs rejoignant le nouveau championnat indien, l'Indian Super League. À la suite de la draft précédant le lancement du championnat, il rejoint l'Atlético de Kolkata. Il prend part aux 6 premières journées de championnat, au terme desquelles son nouveau club trône en tête du classement devant le Chennaiyin FC tout en ayant concédé aucune défaite. Titulaire lors de la finale, il remporte cette première édition de l'ISL
Le 16 janvier 2015, il revient en Israël en signant avec son ancien club l'Hapoël Tel-Aviv avant de retourner le 26 juin 2016 en Inde pour la deuxième édition de l'Indian Super League où il s'engage, cette fois, au Chennaiyin FC. Aux côtés de Bernard Mendy et sous les ordres de Marco Materazzi, il remporte de nouveau le championnat et y est élu meilleur gardien.

### FC Mantes (depuis 2020)
En 2020, il s'engage au FC Mantes qui évolue en National 3 (la cinquième division française).

## Carrière

### Jeunes
- 1998-2001 :  Puissance Avenir
- 2001-2002 :  FC PWD Kumba

### Professionnel
- 2002-déc. 2005 :  Pyunik Erevan
- janvier 2006-2007 :  Rapid Bucarest
  - 2006-sep. 2006 :  La Gantoise (en prêt)
- 2007-2011 :  Paris SG
- 2011-2013 :  Hapoël Tel-Aviv
- 2014-jan. 2015 :  Atlético de Kolkata
- jan. 2015-2015 :  Hapoël Tel-Aviv
- 2015-déc. 2015 :  Chennaiyin FC
- 2016 :  FC Pune City

### International
- Plusieurs sélections en équipe d'Arménie espoir.
- 6 sélections avec l'Arménie, la première contre le Kazakhstan (3-3, le 19 février 2004).
- A disputé l'Euro des moins de 19 ans 2005 et a été élu meilleur gardien du tournoi[10].

### Statistiques
| Saison                | Club                  | Championnat           | Championnat | Championnat | Coupe nationale | Coupe nationale | Coupe de la Ligue | Coupe de la Ligue | Supercoupe | Supercoupe | Compétition(s) continentale(s) | Compétition(s) continentale(s) | Compétition(s) continentale(s) | Total | Total |
| Saison                | Club                  | Division              | M.          | B.          | M.              | B.              | M.                | B.                | M.         | B.         | Comp.                          | M.                             | B.                             | M.    | B.    |
| 2002                  | Pyunik Erevan         | Premier-Liga          | 1           | 0           | -               | -               | -                 | -                 | -          | -          | C1                             | 1                              | 0                              | 2     | 0     |
| 2003                  | Pyunik Erevan         | Premier-Liga          | 19          | 1           | -               | -               | -                 | -                 | -          | -          | C1                             | 4                              | 0                              | 23    | 1     |
| 2004                  | Pyunik Erevan         | Premier-Liga          | 21          | 0           | -               | -               | -                 | -                 | -          | -          | C1                             | 4                              | 0                              | 25    | 0     |
| 2005                  | Pyunik Erevan         | Premier-Liga          | 12          | 0           | -               | -               | -                 | -                 | -          | -          | C1                             | 1                              | 0                              | 13    | 0     |
| Sous-total            | Sous-total            | Sous-total            | 53          | 1           | -               | -               | -                 | -                 | -          | -          | -                              | 10                             | 0                              | 63    | 1     |
| 2006-2007             | Rapid Bucarest        | Liga I                | 9           | 0           | -               | -               | -                 | -                 | -          | -          | C3                             | 1                              | 0                              | 10    | 0     |
| Sous-total            | Sous-total            | Sous-total            | 9           | 0           | -               | -               | -                 | -                 | -          | -          | -                              | 1                              | 0                              | 10    | 0     |
| 2008-2009             | Paris Saint-Germain   | Ligue 1               | -           | -           | 1               | 0               | 1                 | 0                 | -          | -          | C3                             | 2                              | 0                              | 4     | 0     |
| 2009-2010             | Paris Saint-Germain   | Ligue 1               | 23          | 0           | 6               | 0               | 1                 | 0                 | -          | -          | -                              | -                              | -                              | 30    | 0     |
| 2010-2011             | Paris Saint-Germain   | Ligue 1               | 24          | 0           | 2               | 0               | -                 | -                 | -          | -          | C3                             | 11                             | 0                              | 37    | 0     |
| Sous-total            | Sous-total            | Sous-total            | 47          | 0           | 9               | 0               | 2                 | 0                 | -          | -          | -                              | 13                             | 0                              | 71    | 0     |
| 2011-2012             | Hapoël Tel-Aviv       | Ligat HaAl            | 34          | 0           | 3               | 0               | -                 | -                 | -          | -          | C3                             | 10                             | 0                              | 47    | 0     |
| 2012-2013             | Hapoël Tel-Aviv       | Ligat HaAl            | 30          | 1           | 1               | 0               | -                 | -                 | -          | -          | C3                             | 8                              | 0                              | 39    | 1     |
| Sous-total            | Sous-total            | Sous-total            | 64          | 1           | 4               | 0               | -                 | -                 | -          | -          | -                              | 18                             | 0                              | 86    | 1     |
| 2014                  | Atlético de Kolkata   | ISL                   | 9           | 0           | -               | -               | -                 | -                 | -          | -          | -                              | -                              | -                              | 9     | 0     |
| 2014-2015             | Hapoël Tel-Aviv       | Ligat HaAl            | 8           | 0           | -               | -               | -                 | -                 | -          | -          | -                              | -                              | -                              | 8     | 0     |
| 2015                  | Chennaiyin FC         | ISL                   | 13          | 0           | -               | -               | -                 | -                 | -          | -          | -                              | -                              | -                              | 13    | 0     |
| 2016                  | FC Pune City          | ISL                   | 13          | 0           | -               | -               | -                 | -                 | -          | -          | -                              | -                              | -                              | 13    | 0     |
| Sous-total            | Sous-total            | Sous-total            | 43          | 0           | -               | -               | -                 | -                 | -          | -          | -                              | -                              | -                              | 43    | 0     |
| Total sur la carrière | Total sur la carrière | Total sur la carrière | 216         | 2           | 13              | 0               | 2                 | 0                 | -          | -          | -                              | 42                             | 0                              | 273   | 2     |

## Affaires judiciaires
La FIFA étudie le cas d'Edel car après quatre semaines en Arménie, les autorités arméniennes lui ont donné un passeport arménien pour qu'il joue avec l'équipe nationale arménienne. Sélectionné par Bernard Casoni, il joue contre la Roumanie et la République tchèque. Néanmoins, il désire par la suite jouer avec la sélection camerounaise et porte son cas devant la FIFA.
Le 15 décembre 2009, la presse apprend que Nicolas Philibert (l'entraîneur ayant permis le transfert du joueur en Arménie) accuse Edel non seulement d'avoir menti sur son âge (il aurait en réalité 29 ans), mais également de ne pas avoir déclaré son identité réelle (il se nommerait en fait Ambroise Beyaména). D'après Philibert, Edel aurait refusé d'honorer les dettes qui le liaient au technicien français ; ce dernier aurait alors révélé ces informations.
Edel Apoula s'estime lui victime de diffamation et de tentative d'extorsion de fonds de la part de Philibert. Philibert se serait manifesté auprès du PSG. Le club parisien, certain d'être dans son bon droit, a déposé plainte contre Nicolas Philibert, tout comme Edel Apoula.
En mai 2010, la FIFA donne une réponse négative dans sa demande de dérogation pour jouer le Mondial 2010 avec le Cameroun, considérant que sa nationalité sportive est arménienne ; il avait attribué ce choix de nationalité « à des erreurs de jeunesse et à une pression exercée par le président du club qui était aussi un haut placé du gouvernement arménien ».
En septembre 2010, Apoula Edel est entendu en qualité de plaignant par la police française. Le journal Le Parisien confirme alors le mardi 21 septembre que ses papiers d'identité ont bien été authentifiés.
En février 2011, le tribunal de grande instance de Paris a débouté Edel de sa plainte pour diffamation envers Nicolas Philibert. Ce dernier avait accusé le gardien du PSG, d'avoir menti sur son âge et son identité, dans un article paru dans le journal 10 Sport, le 16 septembre 2010. Edel, qui réclamait 80 000 euros de dommages et intérêts à Philibert, devra se contenter d'un euro symbolique versé par le journal, car les juges ont estimé que « le journaliste n'avait pas mené une enquête sérieuse ».
En avril 2011, il est interrogé par les services du commissariat de Poissy en lien avec cette affaire d'usurpation d'identité.
En 2013, considérant que le PSG avait rompu abusivement sa promesse d'embauche en 2011, Edel poursuit le club en justice, mais est débouté par le conseil de prud'hommes de Paris en juillet 2013. Son appel est rejeté en 2017.

## Palmarès
- Chennaiyin FC
  - Vainqueur de l'Indian Super League en 2015
- Atlético de Kolkata
  - Vainqueur de l'Indian Super League en 2014
- Hapoël Tel-Aviv
  - Vainqueur de la Coupe d'Israël en 2012
- Paris Saint-Germain
  - Vainqueur de la Coupe de France : 2010
- Rapid Bucarest
  - Double vainqueur de la Coupe nationale : 2006, 2007
- Pyunik Erevan
  - Quadruple champion d'Arménie : 2002, 2003, 2004, 2005
  - Double vainqueur de la Coupe nationale : 2002, 2004
  - Double vainqueur de la Supercoupe : 2003, 2004